# Evangelische Kirche (Weiler)

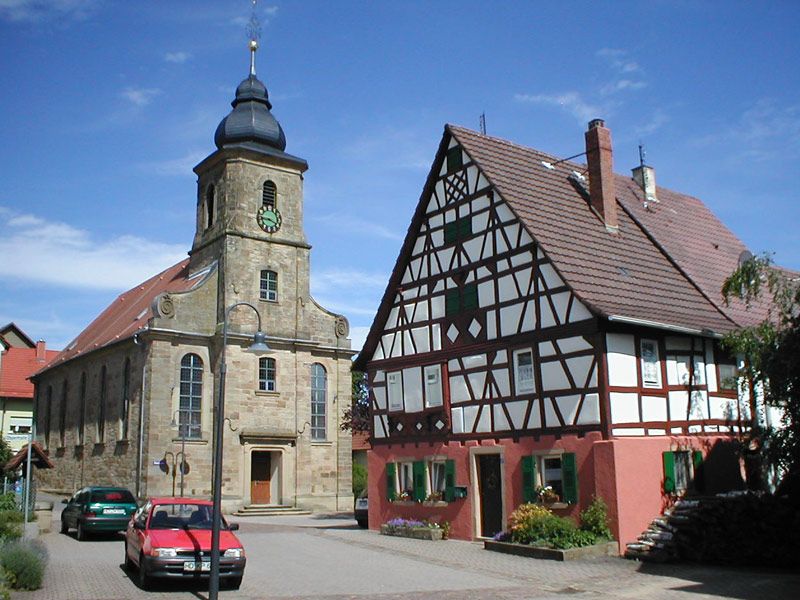
Evangelische Kirche in Weiler

Die Evangelische Kirche in Weiler, einem Stadtteil der Großen Kreisstadt Sinsheim im Rhein-Neckar-Kreis im nördlichen Baden-Württemberg, wurde 1787 von den reformierten und lutherischen Gemeinden des Ortes erbaut. Zuvor hatte der Gottesdienst beider Gemeinden abwechselnd im Rathaus stattgefunden, nachdem eine 1572 erwähnte Kirche der Reformierten im Dreißigjährigen Krieg zerstört worden war. 1869 wurde die evangelische Kirche renoviert und erweitert.

## Glocken
Vor dem Ersten Weltkrieg bestand das Geläut der evangelischen Kirche aus zwei Glocken. Die ältere der beiden war 1805 bei Lucas Speck in Heidelberg gegossen worden, hat den Schlagton h‘, einen Durchmesser von 69 cm und ein Gewicht von 200 kg. Ihre Inschrift lautet: L. SPECK IN HEIDELBERG GOSS MICH VOR DIE EFAN: LUTHERISCHE GEMEIND ZU WEILER AM STEINSBERG A: 1805 L. SPECK. Die jüngere Glocke stammte von 1817, war bei Neubert in Ludwigsburg gegossen worden, hatte einen Durchmesser von 80 cm und ein Gewicht von 310 kg. Ihre Inschrift lautete GEGOSSEN 1817 VON C. G. NEUBERT IN LUDWIGSBURG. DIESE GLOCKE GEHÖRT DER EVANG. REFORMIERTEN GEMEINDE WEILER. GEGOSSEN ANNO 1817 DURCH FROMME STIFTUNG UND BEISTEUER.
Im Ersten Weltkrieg musste die Neubert-Glocke von 1817 zu Rüstungszwecken abgeliefert werden. Nach dem Krieg wurden 1922 zwei neue Glocken bei der Glockengießerei Bachert in Kochendorf (Bad Friedrichshall) gegossen. Die größere der Bachert-Glocken hatte den Schlagton gis‘, einen Durchmesser von 93,5 cm und ein Gewicht von 430 kg. Die kleinere hat den Schlagton dis‘‘, einen Durchmesser von 62 cm und ein Gewicht von 120 kg. Die Glocken trugen Stiftungsinschriften und Bibelzitate.
Im Zweiten Weltkrieg mussten die Speck-Glocke von 1805 und die größere der Bachert-Glocken von 1922 abgeliefert werden. Die Speck-Glocke kehrte nach Kriegsende unversehrt nach Weiler zurück. 1959 erweiterte man das Geläut um zwei Glocken zur Vierstimmigkeit. Die 1959 ebenfalls bei Bachert in Bad Friedrichshall gegossenen Glocken haben Durchmesser von 74,5 und 100,5 cm. Die kleinere Glocke trägt die Inschrift HALTET AN AM GEBET. GESTIFTET VON DER EVANG. KIRCHENGEMEINDE WEILER B. S. 1959. Die Inschrift der größeren Glocke lautet CHRISTUS IST UNSER FRIEDE. GESTIFTET VON DER EVANG. KIRCHENGEMEINDE WEILER B. S. 1959.